# Maud Lane
Maud Lane, född 1507, död 1558, var en engelsk hovfunktionär.
Hon var dotter till William Parr, 1:e baron Parr av Horton och Mary Salisbury. Hon gifte sig med sir Ralph Lane av Orpington före år 1527, med vilken hon fick sju döttrar. Hon var arvtagare till godset Horton. 
Hon var kusin till Katarina Parr, som 1543 gifte sig med Henrik VIII och blev drottning, varpå Maud Lane utnämndes till hennes hovdam. Lane var Katarina Parrs förtrogna vän och delade hennes protestantiska sympatier. År 1546 iscensatte den reformfientliga biskop Stephen Gardiner en komplott att åtala drottningen för kätteri, där Maud Lane initialt skulle kidnappas och åtalas för kätteri, men planen misslyckades. 
Motsägelsefulla uppgifter finns som dels säger att Maud Lane fortsatte sin anställning och dels att hon lämnade hovet efter den misslyckade komplotten.